# V538 Aurigae
V538 Aurigae är en ensam stjärna i norra delen av stjärnbilden Kusken. Den har en skenbar magnitud av ca 6,25 och är mycket svagt synlig för blotta ögat där ljusföroreningar ej förekommer. Baserat på parallax enligt Gaia Data Release 2 på ca 81,4 mas, beräknas den befinna sig på ett avstånd på ca 40 ljusår (ca 12 parsek) från solen. Den rör sig bort från solen med en heliocentrisk radialhastighet på ca 1 km/s. Stjärnan ingår i den lokala bubblan och omges troligen av en tunn skiva.

## Egenskaper
V538 Aurigae är en gul till vit stjärna i huvudserien av spektralklass K1 V. Den har en massa som är ca 0,87 solmassor, en radie som är ca 0,82 solradier och har ca 0,48 gånger solens utstrålning av energi från dess fotosfär vid en effektiv temperatur av ca 5 300 K.

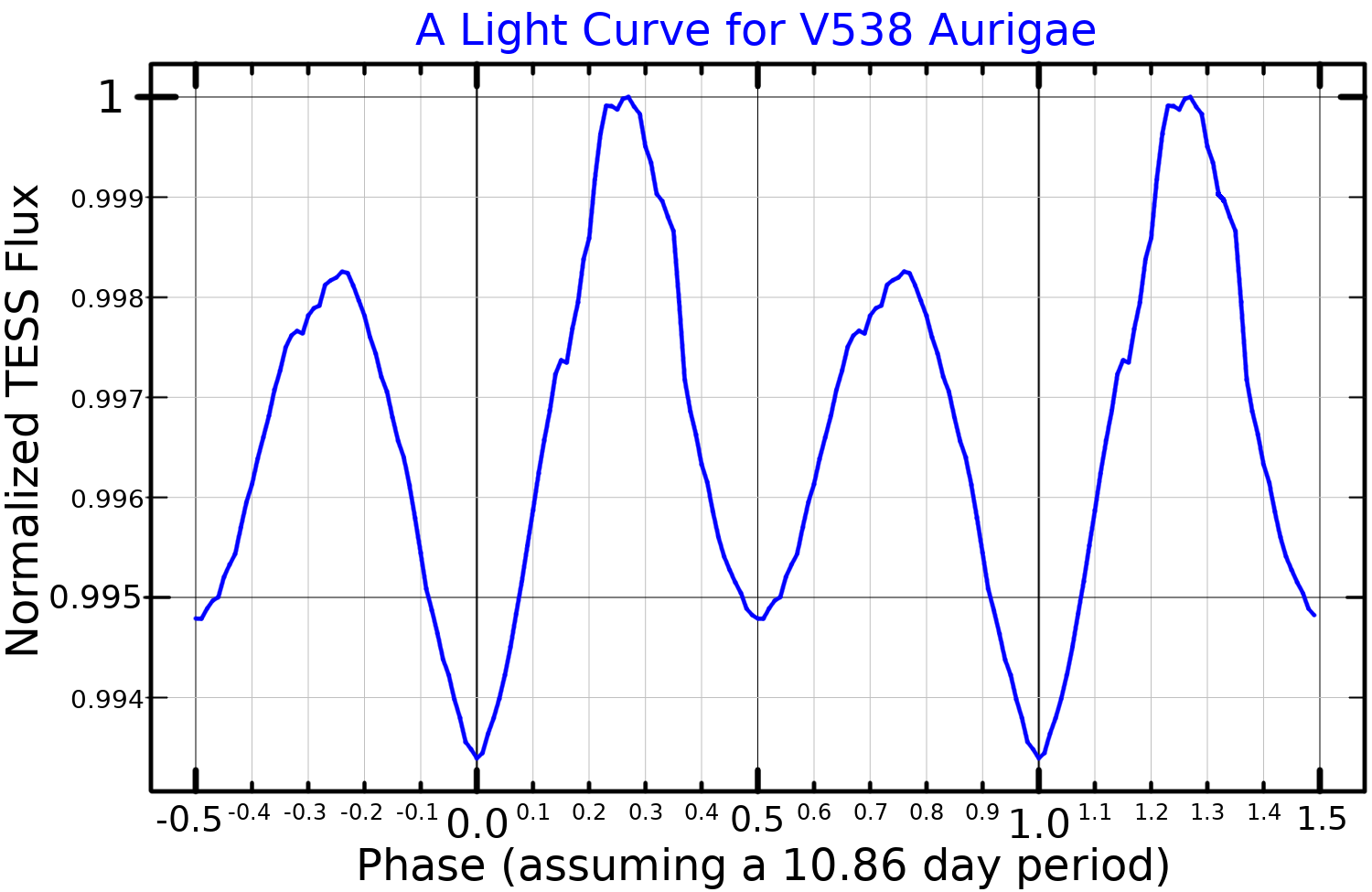
Ljuskurva för V528 Aurigae, plottad från Hipparcosdata. Data var insamlad under en period av 10,86 dygn och publicerad av Gaidos et al. (2000)

V538 Aurigae är en BY Draconis-variabel, vilket betyder att den genomgår förändringar i ljusstyrka eftersom områden med uttalad magnetisk ytaktivitet flyttas in i och ut ur siktlinjen från jorden när stjärnan roterar (ungefär en gång per 11 dygn).
Stjärnan har en följeslagare med gemensam egenrörelse betecknad Vys 465 (HD 233153), som är en röd dvärg av spektralklass M0,5 V och med en visuell magnitud på 9,87. Deras projicerade separation är 1 204 AE.